# Txakolina
Txacolina (bask., hiszp. Chacolín) – wino produkowane głównie z jasnych winogron ze szczepów hondarrabi zuri i folle blanche, choć zdarzają się również wina różowe i czerwone.
Charakteryzuje się lekkim, kwaśnym smakiem i nieznacznym nasyceniem CO2. Zawartość alkoholu waha się między 10,5 a 12% obj. Jest winem typowym dla Kraju Basków, zwłaszcza dla regionu Bizkaji, o łagodniejszym i bardziej wilgotnym klimacie niż Alawa i Guipuzkoa. Txakolina z Bizkaji jest produkowana w ramach apelacji (Denominación de Origen) Bizkaiko Txakolina – Chacolí de Bizkaia, z Alawy Denominación del Valle de Ayala, a z Guipuzkoa Denominación de Getaria.